# 恩原ダム
恩原ダム（おんばらダム）は、岡山県苫田郡鏡野町上齋原（旧・上齋原村）、吉井川水系恩原川に建設されたダム。高さ24メートルのバットレスダムで、中国電力の発電用ダムである。同社の水力発電所・平作原発電所に送水し、最大2,900キロワットの電力を発生する。ダム湖（人造湖）の名は恩原湖（おんばらこ）という。現存する発電用のバットレスダムとしては最古のものである。土木遺産、国の登録有形文化財に登録。

## 歴史
平作原発電所ならびに恩原ダム建設は中国合同電気によって計画され、1928年（昭和3年）に完成。現在は中国電力が管理している。
発電用のバットレスダムとしては高野山ダム（新潟県津南町、信濃川水系中津川）が初であるが、再開発により撤去されてしまった。これにより、恩原ダムは現存する発電用のバットレスダムとしては最古のものとなった。

## 周辺
中国自動車道・院庄インターチェンジから国道179号を北上、鏡野町上齋原より国道482号を東へと進むと恩原湖に至る。周辺は恩原高原と呼ばれ、スキー場やオートキャンプ場、青少年旅行村がある。